# Antonella Ruggiero
Antonella Ruggiero (Genova, 15 novembre 1952) è una cantautrice italiana.
Artista dal repertorio eterogeneo per cultura e provenienza, Antonella Ruggiero si distingue per un'elevata estensione vocale, che le permette di passare dal registro pop a quello lirico di soprano leggero, passando per la musica sacra, jazz, soul, musica popolare, tango,  teatro canzone, musica corale e bandistica, musica classica e contemporanea.
È stata tra i membri fondatori nel 1975 del gruppo dei Matia Bazar, a cui ha dato il nome e con cui ha raggiunto la fama in Italia e nel mondo.
Nel 1989 lascia i Matia Bazar e inizia la propria carriera da solista nel 1996 con la pubblicazione dell'album Libera.

## Biografia e carriera

### Gli inizi
Nata a Genova e cresciuta nel quartiere di Pegli, Antonella Ruggiero ha studiato all'istituto d'arte e ha per un breve periodo esercitato l'attività di disegnatrice grafica in uno studio pubblicitario.
Nel 1974 iniziò ufficialmente con lo pseudonimo di "Matia" la sua carriera artistica, pubblicando come solista un primo 45 giri, La strada del perdono. Nel lato B Io, Matia è caratterizzato da vocalizzi e armonica a bocca suonata da Antonella Ruggiero.
In maniera non accreditata collaborò anche con i Jet nel loro LP Fede, speranza, carità prestando la voce nei cori. Dall'unione di Matia con alcuni membri dei Jet nacquero nel 1975 i Matia Bazar.

### Con i Matia Bazar
Nel 1975 la prima formazione dei Matia Bazar era costituita, oltre che da Antonella Ruggiero, da Piero Cassano (voce e tastiere, sostituito dal 1981 al 1983 da Mauro Sabbione e dal 1984 da Sergio Cossu), Aldo Stellita (basso), Giancarlo Golzi (batteria) e Carlo Marrale (voce e chitarre).
Il gruppo produce una serie di successi commerciali: Stasera... che sera!, Cavallo bianco, Per un'ora d'amore, Ma perché, Solo tu, Mister Mandarino, Il video sono io, Vacanze romane (Premio della critica Sanremo 1983), Souvenir (Premio della Critica Sanremo 1985), Ti sento, La prima stella della sera alcuni dei titoli più popolari.
Il sodalizio con il suo gruppo dura fino al 1989, anno in cui lei decide di lasciare, per dedicarsi temporaneamente alla propria vita privata (il figlio Gabriele, nato dal legame con il produttore Roberto Colombo, nasce nel 1990). 
Una sua canzone come solista, All'ombra delle fanciulle in fiore, presentata in televisione nel corso del programma 8 Marzo - Premio città di Milano, trasmesso su Rai Due l'11 marzo 1989, non verrà mai pubblicata.

### Il temporaneo ritiro dalle scene e l'inizio della carriera solista
Dopo sette anni di pausa (interrotti da una sporadica apparizione nei cori della canzone Idea gentile di Fattorini nel 1992) durante i quali si dedica alla sua famiglia e a un percorso di ricerca spirituale e personale che la porta a numerosi viaggi (soprattutto in India), ritorna sulla scena musicale nel 1996 come solista con l'album Libera. Sempre nel 1996 apre i concerti delle tappe italiane del tour di Sting. Nel 1997 pubblica Registrazioni moderne.
Nel 1998 arriva seconda al festival di Sanremo 1998 con Amore lontanissimo. La sera della finale cantò con forti problemi alla gola dovuti a un forte raffreddamento che misero a rischio la sua possibilità di cantare dal vivo e quindi di rimanere in gara, essendo impedito dal regolamento il playback.
Nel 1999 è ancora sul palco dell'Ariston con Non ti dimentico, scritta assieme al marito e produttore Roberto Colombo, e si classifica nuovamente seconda; il brano riceve anche il Premio della Critica per il migliore arrangiamento. In primavera viene pubblicato l'album Sospesa.

### Gli anni 2000
Nel novembre del 2001 esce Luna crescente - Sacrarmonia, disco realizzato con gli Arkè Quartet, incentrato sulla musica sacra e classica, che porta la Ruggiero a intraprendere una lunga tournée in chiese, basiliche e teatri in Italia e all'estero.
Nel 2002 la canzone Controvento viene scelta come sigla iniziale della fortunata serie tv Vento di ponente.
Nel 2003 è di nuovo al festival di Sanremo con Di un amore (classificatasi nona).
Nell'autunno 2004 Antonella Ruggiero è la prima e unica cantante ad avere ricevuto il permesso di cantare nella Santa Casa del santuario di Loreto.
Nel 2005 partecipa al Festival di Sanremo, con un brano scritto da Mario Venuti e Kaballà, Echi d'infinito. In tale occasione si classifica prima nella categoria Donne e terza nella classifica generale.
Il 14 febbraio del 2005 partecipa all'evento "Innamorati della pace" tenutosi a Roma presso la Chiesa di S. Maria in Ara Coeli, insieme al soprano Cecilia Gasdia eseguendo alcuni brani tratti da "Sacrarmonia" con l'orchestra sinfonica diretta da Flavio Emilio Scogna.
Sempre nel 2005 si rende protagonista, assieme al Coro Sant'Ilario di Rovereto e al Coro Valle dei Laghi di Padergnone, di un progetto dal titolo "Echi d'infinito-La montagna canta", una rivisitazione di canti popolari alpini e di propri brani eseguiti a sole voci.
Nel 2007, accompagnata da Paolo di Sabatino e Renzo Ruggieri, partecipa al festival di Sanremo con il brano Canzone fra le guerre (scritta in coppia con Cristian Carrara), cantandola sia nella versione solo e orchestra sia nella versione a cappella assieme al Coro Sant'Ilario e al Coro Valle dei Laghi, classificandosi al decimo posto finale.

In seguito, a maggio, avrebbe dovuto figurare tra gli ospiti del Family Day, manifestazione organizzata a Roma contro il proposito governativo di inserire norme di regolamentazione di unioni di fatto ma dichiarò forfait adducendo come ragione la strumentalizzazione politica della manifestazione, dichiarando: 

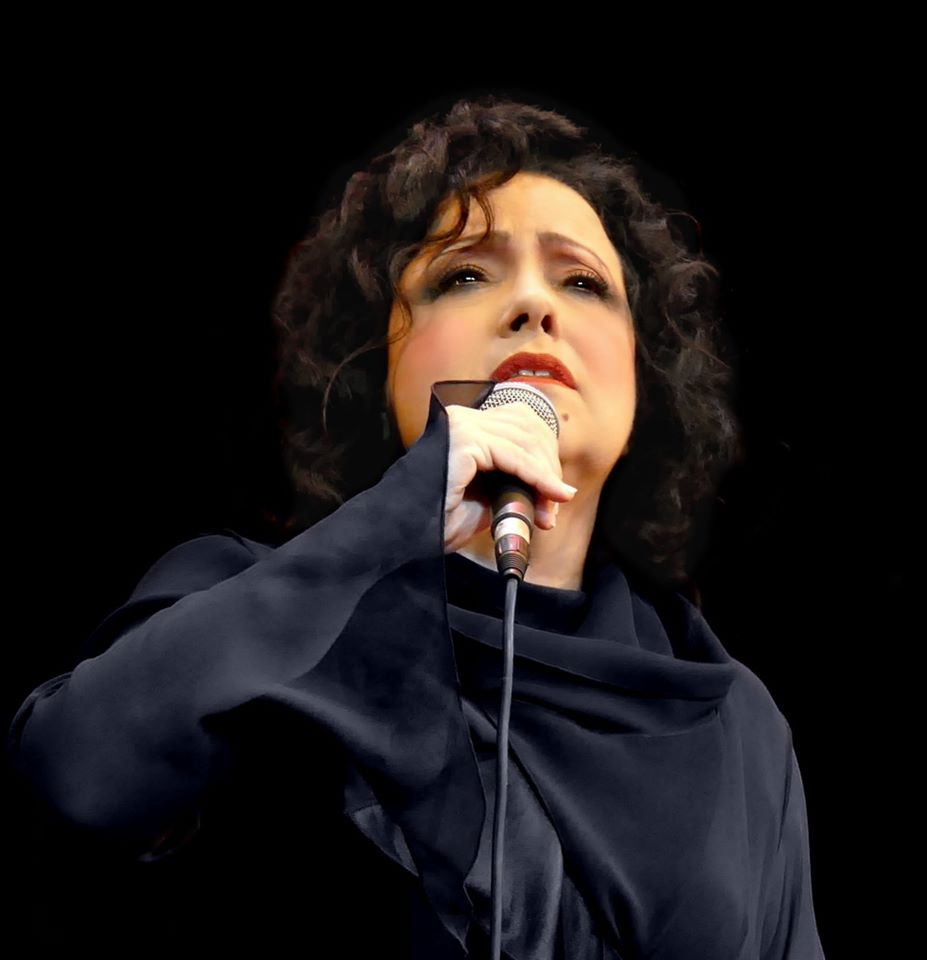
Antonella Ruggiero nel 2007

Il 23 novembre 2007 esce l'album Genova, la Superba, con cui rende omaggio ad alcuni musicisti della sua città: Fabrizio De André, Umberto Bindi, Luigi Tenco, Bruno Lauzi, Ivano Fossati, Gino Paoli e i New Trolls.
Il brano di apertura è Ho veduto, testo di Riccardo Mannerini e musica dei New Trolls, che figurano anche in Andrò ancora, brano di chiusura. I due brani provengono da Senza orario senza bandiera.
Nel 2008, accompagnata dal GuitArt Quartet, quartetto di chitarre classiche con il quale aveva collaborato nella realizzazione di Genova, la Superba e composto da Lucio Matarazzo, Oscar Bellomo, Gianvito Pulzone e Gianluca Allocca, reinterpreta in concerto pezzi di musica latino-americana di Astor Piazzolla, Carlos Gardel, Juan Luis Guerra, Luis Miguel.
Il 3 ottobre 2008 esce l'album Pomodoro genetico, firmato con Roberto Colombo. L'album comprende nove pezzi composti da una base elettronica, assieme all'orchestra d'archi del Maggio Musicale Fiorentino. Insieme al CD è presente anche un DVD con il video di Attesa, video curato e realizzato dal noto Videoartista Fabio Massimo Iaquone, per la regia di Luca Attilii.
Nel 2009, in seguito al terremoto che ha colpito l'Abruzzo, partecipa ad alcuni progetti di raccolta fondi per la popolazione colpita dal sisma. Il primo progetto è la partecipazione alla realizzazione del brano Domani 21/04.2009, che vede coinvolti cinquantacinque artisti italiani a titolo gratuito. Il ricavato di questo singolo sostiene la ricostruzione e il restauro del Teatro San Filippo dell'Aquila danneggiato dal sisma. Il 21 giugno, accompagnata da Mark Harris e Ivan Ciccarelli, ha cantato Ave Maria di Fabrizio De André aprendo nello stadio di San Siro di Milano il mega-concerto Amiche per l'Abruzzo, nato da un'idea di Laura Pausini, il cui ricavato dalla vendita dei biglietti è destinato alla ricostruzione della scuola "Edmondo De Amicis" dell'Aquila che ha subito notevoli danni a causa del terremoto.
La cantante è spesso in tournée con concerti in tutto il mondo: Sacrarmonia, un concerto dedicato alle musiche sacre del mondo; Omaggio ad Amália Rodrigues, un concerto dedicato al fado portoghese e alla sua interprete più nota, Quattro passi per Broadway, un concerto dedicato ai brani più celebri dei musical di Broadway (Tonight, Over the Rainbow, Summertime, Out Here on My Own), Stralunato Recital, una sorta di raccolta dove la cantante propone dal vivo le sue più significative e famose canzoni.
Nel settembre 2009 collabora con la band techno tedesca Scooter per la versione dance/jumpstyle di Ti sento, secondo singolo estratto dal loro quattordicesimo studio album Under the Radar Over the Top, uscito il 2 ottobre 2009.

### Gli anni 2010
Nel 2010 è protagonista del tour Contemporanea tango, insieme al gruppo Hyperion Ensemble, a cui segue il disco omonimo, pubblicato in ottobre, disponibile solo online.
Il 25 novembre 2010 viene pubblicato I regali di Natale, un doppio CD dove interpreta alcune melodie del periodo natalizio, dal Medioevo agli anni quaranta. Il disco viene venduto in due versioni dall'etichetta discografica Liberamusic: la prima distribuita dalla Edel Music nei negozi di dischi e la seconda distribuita da Arnoldo Mondadori Editore e allegata alle testate del gruppo, TV Sorrisi e Canzoni e Donna Moderna.

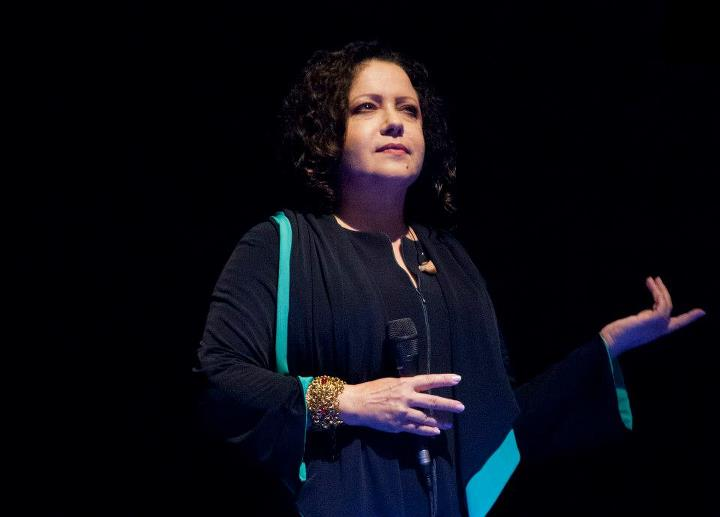
Antonella Ruggiero in concerto nel 2012

Tra il 2009 e il 2012 Antonella Ruggiero e ConiglioViola, duo artistico torinese, danno vita a Concerto senza titolo, uno spettacolo di musica e arte visiva che presenta un'antologia di canzoni incentrata sulla morte.
Il 15 febbraio 2013, durante la serata Sanremo Story del Festival di Sanremo, accompagna i Marta sui Tubi cantando con loro il brano Nessuno del 1959.
Il 18 dicembre 2013 è stata annunciata da Fabio Fazio la sua partecipazione al Festival di Sanremo 2014 con i brani Quando balliamo e Da lontano, scritta con la collaborazione di Alessandro Orlando Graziano piazzandosi al dodicesimo posto della classifica finale con quest'ultima canzone.
Il 19 febbraio 2014 esce l'album L'impossibile è certo che raccoglie brani inediti dal 1989 e che debutta alla posizione numero 18 della classifica FIMI.
Il 18 giugno 2015 viene pubblicato Requiem Elettronico in collaborazione con ConiglioViola, un CD e DVD che raccoglie dieci brani del pop italiano incentrati sul tema della morte. Il DVD raccoglie le immagini dei due spettacoli live e alcuni videoclip realizzati da ConiglioViola.
Il 31 ottobre 2015, durante la cerimonia di chiusura dell'Esposizione Universale di Milano, canta Nel blu dipinto di blu di Domenico Modugno accompagnata dai cori di bambini, alla presenza del presidente della Repubblica Sergio Mattarella e delle più alte cariche istituzionali nazionali e internazionali.
Il 13 novembre 2015 esce l'album Cattedrali, registrato dal vivo con l'organista Fausto Caporali nella Cattedrale di Cremona il 24 ottobre 2014 e che debutta alla posizione numero 69 della classifica FIMI.
Il 25 novembre 2016 esce per Sony Classical l'album La vita imprevedibile delle canzoni, registrato presso la fabbrica Fazioli Pianoforti di Sacile. Nel disco quindici canzoni del repertorio di Antonella Ruggiero vengono riproposte in una nuova veste, suonate al pianoforte classico dal maestro Andrea Bacchetti. Gli arrangiamenti sono curati da Stefano Barzan.
Il 20 novembre 2018 esce l'album Quando facevo la cantante, una raccolta di canzoni eseguite da solista dal 1996 al 2018. Il cofanetto contiene 115 brani, registrati sia in concerto che in studio, suddivisi in sei CD: La canzone dialettale, Le mie canzoni, La canzone d'autore, Canzoni dal mondo, Il sacro e il classico, Le stranezze.

### Gli anni 2020
Il 5 dicembre 2020 esce Empatía, registrato nella Basilica di Sant’Antonio a Padova l’8 febbraio 2020, in occasione del Concerto per la Pace organizzato per l’inaugurazione di Padova capitale europea del volontariato 2020. Nel disco sono presenti quindici brani del repertorio di Antonella Ruggiero arrangiati e proposti con la Maurizio Camardi Sabir 5et (Maurizio Camardi, Alessandro Tombesi, Ilaria Fantin, Anna Maria Moro, Alessandro Arcolin) e da Roberto Colombo.
L'8 aprile 2022 esce per BMG la raccolta Come l'aria che si rinnova e composta da soli brani della sua carriera solista scelti da lei. In proposito la cantante ha dichiarato: «Come l'aria che si rinnova significa un bisogno di rinnovamento. Quel momento in cui ci guardiamo intorno per passare in rassegna quello che è stato, trattarlo con cura e metterlo sotto la luce del presente, così da fare spazio a quello che verrà». Tutti i brani sono stati rieseguiti con nuovi arrangiamenti.
Nel maggio 2023 viene pubblicata in streaming una versione di Povera patria di Franco Battiato, con il testo in ucraino, in duetto con Oleksandr Iarmola, con l'arrangiamento di Franco Eco. Il testo è stato riadattato da Oleksandr Iarmola insieme alla giornalista ucraina Iryna Panchenko, che vive in Italia. I proventi sono devoluti alla Fondazione Astalli.
Il 21 marzo 2024 viene pubblicato, a nome Antonella Ruggiero e Roberto Colombo, Altrevie, progetto discografico contenente nuove musiche in cui sono state utilizzate le voci del primo lavoro solista di Antonella, Libera del 1996, riprese con la tecnica del "nastro al contrario", già in uso negli anni ‘60 e ’70, in cui la voce viene riregistrata e riletta al contrario; si ottiene un effetto che rende la voce incomprensibile, come se si trattasse di una nuova lingua. La voce processata è stata poi tagliata in spezzoni, con i quali sono state concepite delle nuove composizioni, dalla sonorità decisamente elettronica.

## Filmografia
- Magic Moments, regia di Luciano Odorisio (1984)
- InvaXön - Alieni in Liguria, regia di Massimo Morini (2004)
- Un'avventura romantica, regia di Davide Cavuti (2016)

## Attività lirica e teatrale
Nell'ottobre 2002 Antonella Ruggiero è protagonista, al Teatro La Fenice di Venezia, di Medea, opera video in tre parti con musica di Adriano Guarnieri. Ispirata all'omonima tragedia di Euripide, quest'opera-video (per sequenze video, soli, coro, orchestra e live electronics) vede la protagonista Medea che dialoga con soprani lirici e drammatici e con un coro. La regia è affidata a Giorgio Barberio Corsetti, le scenografie e i costumi a Cristian Taraborrelli.
Nel 2003 è la solista nell'opera Pollici Verdi, prima assoluta mondiale tenutasi presso il Teatro Grande di Brescia, il 14 dicembre, coprodotta con il Teatro Pergolesi di Jesi. L'opera racconta in forma di fiaba (con canto, danza e immagini) l'amore e il rispetto per la natura.
Nel giugno del 2007 Antonella Ruggiero è nuovamente impegnata in un'opera lirica la Pietra di Diaspro, scritta e musicata da Adriano Guarnieri. La prima assoluta viene rappresentata presso il Teatro dell'Opera di Roma (due repliche) e al Palazzo De André di Ravenna (due repliche). L'opera è una coproduzione tra il Festival di Mantova e il Teatro dell'Opera di Roma.

## Partecipazioni al Festival di Sanremo
| Anno e Categoria                                                                                            | Brani (autori - compositori) | Interprete         | Duettante                                                                       | Piazzamento                    |
| --- | --- | ------------------ | ------------------------------------------------------------------------------- | ------------------------------ |
| Artisti 1977                                                                                                | Ma perché (Carlo Marrale, Piero Cassano e Aldo Stellita) | Matia Bazar        | -                                                                               | Finalista                      |
| Artisti 1978                                                                                                | ...e dirsi ciao (Giancarlo Golzi, Aldo Stellita, Piero Cassano, Carlo Marrale e Antonella Ruggiero) | Matia Bazar        | -                                                                               | 1º (vincitori)                 |
| Artisti 1983                                                                                                | Vacanze romane (Carlo Marrale e Giancarlo Golzi) | Matia Bazar        | -                                                                               | 4º Premio della Critica        |
| Artisti 1985                                                                                                | Souvenir (Aldo Stellita, Carlo Marrale e Sergio Cossu) | Matia Bazar        | -                                                                               | 10º Premio della Critica       |
| Artisti 1988                                                                                                | La prima stella della sera (Aldo Stellita, Sergio Cossu e Carlo Marrale) | Matia Bazar        | -                                                                               | 19º                            |
| Artisti 1998                                                                                                | Amore lontanissimo (Antonella Ruggiero e Roberto Colombo) | Antonella Ruggiero | -                                                                               | 2º                             |
| Artisti 1999                                                                                                | Non ti dimentico (Se non ci fossero le nuvole) (Antonella Ruggiero, Kaballà, e Roberto Colombo) | Antonella Ruggiero | -                                                                               | 2º                             |
| Artisti 2003                                                                                                | Di un amore (Antonella Ruggiero e Antonio Volpe) | Antonella Ruggiero | -                                                                               | 9º                             |
| Artisti 2005                                                                                                | Echi d'infinito (Mario Venuti e Kaballà) | Antonella Ruggiero | Frank Gambale e Maurizio Colonna                                                | 3º, (1º nella Categoria Donne) |
| Artisti 2007                                                                                                | Canzone fra le guerre (Antonella Ruggiero e Cristian Carrara) | Antonella Ruggiero | Alpini S. Ilario e Valle dei Laghi                                              | 10º                            |
| Campioni 2014                                                                                               | Da lontano (Antonella Ruggiero, Alessandro Orlando Graziano Antonio Rossi e Roberto Colombo) brano rimasto in gara dopo la votazione Quando balliamo (Simone Lenzi, Antonella Ruggiero, Roberto Colombo) | Antonella Ruggiero | (per il Sanremo Club), DigiEnsemble Berlin nel brano Una miniera dei New Trolls | 12º                            |
| Il simbolo "-" indica che il relativo campo non veniva contemplato nella categoria del Festival in oggetto. | |                    |                                                                                 |                                |

## Premi e riconoscimenti
- 1978: Vincitrice del Festival di Sanremo 1978 nella Categoria Artisti con il brano ...e dirsi ciao.
- 1983: Vincitrice del Premio della Critica del Festival della canzone italiana con il brano Vacanze romane.
- 1985: Vincitrice del Premio della Critica del Festival della canzone italiana con il brano Souvenir.
- 1999: Vincitrice del Premio Volare migliore Musica con il brano Non ti dimentico.
- 2005: Vincitrice del Festival di Sanremo 2005 nella categoria Donne con il brano Echi d'infinito.
- 2007: vince il "Premio Lunezia per Sanremo" per il valore musical-letterario del brano "Canzone fra le guerre".

## Discografia

### Discografia solista

#### Album in studio
- 1996 - Libera
- 1997 - Registrazioni moderne
- 1999 - Sospesa
- 2001 - Luna crescente - Sacrarmonia
- 2003 - Antonella Ruggiero
- 2005 - Big Band!
- 2006 - L'abitudine della luce
- 2007 - Genova, la Superba
- 2008 - Pomodoro genetico
- 2010 - I regali di Natale
- 2013 - Qualcosa è nell'aria
- 2014 - L'impossibile è certo
- 2015 - Cattedrali
- 2016 - La vita imprevedibile delle canzoni
- 2024 - Altrevie
- 2024 - Puccini?

#### Album dal vivo
- 2004 - Sacrarmonia Live
- 2006 - Stralunato recital live
- 2007 - Souvenir d'Italie
- 2009 - Cjanta Vilotis
- 2010 - Contemporanea tango (con Hyperion Ensemble)
- 2012 - Buon Natale - Live in concert (con I Virtuosi Italiani)
- 2015 - Requiem elettronico (in collaborazione con ConiglioViola)
- 2020 - Empatia

#### Raccolte
- 2012 - Il meglio di Antonella Ruggiero
- 2018 - Quando facevo la cantante
- 2022 - Come l'aria che si rinnova

#### Cover album
- 2010 - I regali di Natale (Christmas songs)

#### Singoli
- 1974 - La strada del perdono/Io, Matia (come "Matia", con la collaborazione dei Jet)
- 1996 - La filastrocca
- 1996 - La danza (radio edit, album version)
- 1997 - Per un'ora d'amore (con Subsonica)
- 1997 - Fantasia (con Bluvertigo)
- 1997 - Solo tu MIX
- 1998 - Amore lontanissimo
- 1998 - Donde estas
- 1999 - Non ti dimentico
- 1999 - Controvento
- 1999 - Non dirmi dove, non dirmi quando
- 1999 - Il sole al nadir (radio vers., jungle vers.) - colonna sonora del film Harem Suare di Ferzan Özpetek
- 2001 - Occhi di bambino / Kyrie / Ave Maria
- 2003 - Il bosco dell'acqua (Mostra "abitare il Tempo" - XVIII Edizione - Verona)
- 2003 - Il bravo giardiniere
- 2003 - Di un amore
- 2005 - Echi d'infinito
- 2019 - Senza

#### Collaborazioni
- 1973 - Jet Fede, speranza, carità (collaborazione non accreditata sul disco)
- 1980 - Francesco Magni Coco, nel brano Il Gattoruga
- 1983 - Garbo Quanti anni hai
- 1983 - Sandy Marton Modern Lover, nel brano Cafè de Mar
- 1984 - Miguel Bosé Bandido, nei cori, in particolare in South of the Sahara
- 1986 - Umberto Bindi Bindi, nel brano Chiedimi l'impossibile
- 1986 - Miguel Bosé Salamandra, nel brano You Live in Me
- 1988 - Riccardo Giagni Kaunis Maa, voce nei brani The Closest Friend e La bellezza di un gesto astratto
- 1989 - AA.VV. Per te, Armenia nel brano Per te, Armenia
- 1992 - AA.VV. Ci ritorni in mente, nel brano Il nostro caro angelo con Italian Repertory
- 1992 - Fattorini Fattorini, nel brano Idea gentile
- 1992 - Fattorini Fattorini, nel brano Accelerazioni
- 1994 - Balkan Air Anni nel caos, nel brano Luna Silvana
- 1996 - Saturnino Zelig, nel brano Shiva
- 1996 - Franco Battiato L'imboscata, nei brani Di passaggio e Splendide previsioni (anche nella versione spagnola dell'album)
- 1996 - AA.VV. Dio vede e provvede, nel brano La città della gioia da lei stessa scritto
- 1999 - Harem Suare nel brano Il sole al nadir
- 1999 - Ennio Morricone I guardiani del cielo, voce nel brano And Will You Love Me
- 2002 - Carlo Cantini C.C. Ensemble, coautrice e voce nei brani Oriental Face e Invocando la pioggia
- 2002 - L'inverno (colonna sonora), voce di Winter Song
- 2004 - AA.VV. Emozioni dal vivo, cn i brani Io vorrei non vorrei ma se vuoi e Il mio canto libero
- 2005 - Gen Rosso Zenit, nel brano Sognando
- 2006 - AA.VV. Omaggio a Fabrizio De André, con i brani Il Pescatore, Creuza de ma, Amore che vieni, amore che vai e Ave Maria
- 2006 - Antonio guerriero di Dio (colonna sonora), nel brano Sanctus
- 2007 - Fondazione EXODUS - XVI Presepio Vivente di Piubega - CD promozionale, 3 tracks
- 2007 - Fabio Concato Azzurro e Concato, duetta nel brano 051
- 2007 - Chiara Lubich Tutto vince l'amore, lettura del testo nel brano Un testamento
- 2007 - Genova, la città e la musica, con il brano La musica è finita
- 2007 - Paolo Troncon L'ora della sera, nel brano La canzone del vento
- 2007 - AA.VV. Natale in Vaticano, con il brano Adeste fideles.
- 2008 - Elio e le Storie Tese Studentessi, duetta con Elio nel brano Plafone
- 2008 - Amnesty International 17 x 60, con il brano Canzone fra le guerre
- 2008 - AA.VV. Caro papà Natale, con il brano Sanctus
- 2008 - Ferzan Özpetek Original Movie Soundtraks, con il brano Il sole al Nadir
- 2008 - AA.VV. Radio Italia Insieme, con il brano Per un'ora d'amore con i Subsonica
- 2008 - AA.VV. Guarda le mie mani, con il brano Occhi di Bambino
- 2009 - AA.VV. Domani 21/04.2009, nel brano Domani 21/04/2009
- 2009 - AA.VV. Cjanta Vilotis
- 2009 - AA.VV. Capo verde terra d'amore - vol. 1 - I successi di Cesaria Evora cantati dai grandi della musica Italiana, con il Linda Perez Mimosa
- 2009 - Stefano Ianne Mondovisioni, con il brano omonimo Mondovisioni
- 2009 - Scooter Under the Radar Over the Top, con il brano Ti sento
- 2009 - AA.VV. Here Comes the Sunset - Volume 3, con il brano Zed di Hardage
- 2010 - AA.VV. Amiche per l'Abruzzo, apre il concerto con l'Ave Maria di Fabrizio de Andrè
- 2010 - Rosario Livatino Qualcosa si è spezzato, canta il brano Figlio di mare
- 2012 - Valentino Corvino Anestesia totale con il brano Due spie
- 2013 - Io credo, io penso, io spero colonna sonora del film indipendente Blackout
- 2013 - Maurizio Camardi Universi Diversi, nei brani Nos Padre e Armaduk
- 2013 - Cristian Carrara, CD "Ludus" con il brano Canzone fra le guerre
- 2014 - AA.VV. Capo Verde terra d'amore - Volume 5, in Jazz - I successi di Cesaria Evora cantati dai grandi della musica Italiana, nel brani Linda Perez Mimosa
- 2014 - Davide Cavuti, I capolavori di Alessandro Cicognini, con i brani Sole lucente, Don Camillo e Una romantica avventura
- 2016 - Davide Cavuti, CD Vitae nel brano Stupor del mondo
- 2017 - Collabora nell'album "Recidiva" di Mara Redeghieri nel brano Madre Dea
- 2017 - Biagio Bagini e Gianluigi Carlone Metafore Naturali, nel brano Crescono i fagiolini
- 2018 - partecipa nell'album "Peace and Sound" di Simona Euganelo col brano Tulku
- 2020 - partecipa nell'album "Oltre la Linea" di Giovanni Amedeo Teso nel brano Della Delicatezza e Lievità
- 2021 - partecipa nell'album "Lella per sempre" (Il Cantautore Necessario/Egea Music) nel brano Lella
- 2023 - Bob Sinclar & Matia Bazar Ft. Antonella Ruggiero - Ti Sento

### Discografia con i Matia Bazar

#### Album
- 1976 - Matia Bazar 1
- 1977 - Gran Bazar
- 1977 - L'oro dei Matia Bazar - Solo tu (compilation)
- 1978 - Semplicità
- 1979 - Tournée
- 1980 - Il tempo del sole
- 1982 - Berlino, Parigi, Londra
- 1983 - Tango
- 1984 - Aristocratica
- 1985 - Melanchólia
- 1987 - Melò
- 1987 - Stasera che sera (compilation)
- 1987 - Solo tu (compilation)
- 1987 - C'è tutto un mondo intorno (compilation)
- 1988 - 10 grandi successi (compilation)
- 1989 - Red Corner

#### Singoli
- 1975 - Stasera... che sera!/Io, Matia
- 1975 - Per un'ora d'amore/Cavallo bianco
- 1976 - Che male fa/Un domani sempre pieno di te
- 1977 - Ma perché?/Se...
- 1977 - Ma perché/Che male fa
- 1977 - Solo tu/Per un minuto e poi...
- 1978 - Mister Mandarino/Limericks (realizzato con 2 copertine diverse e stesso numero di catalogo)
- 1978 - ...e dirsi ciao/Ma che giornata strana
- 1978 - Tu semplicità/È così
- 1979 - Raggio di luna/Però che bello
- 1979 - C'è tutto un mondo intorno/Per amare cosa vuoi
- 1979 - C'è tutto un mondo intorno/Ragazzo in blue jeans/Tram/Non è poi tanto male
- 1980 - Italian sinfonia/Non mi fermare
- 1980 - Il tempo del sole/Mio bel Pierrot
- 1982 - Fantasia/Io ti voglio adesso
- 1983 - Vacanze romane/Palestina
- 1983 - Elettrochoc (remix)/Elettrochoc (strumentale)
- 1984 - Aristocratica/Milady
- 1985 - Souvenir/Sulla scia
- 1985 - Ti sento/Fiumi di parole
- 1985 - I Feel You/Ti sento
- 1987 - Noi/Ai confini della realtà
- 1987 - Life (ext. remix)/Noi (remix)/Noi (strumentale)
- 1988 - La prima stella della sera/Mi manchi ancora
- 1989 - Stringimi/Il mare
- 1989 - Stringimi (ext. remix)/Stringimi (remix strumentale)

#### Partecipazioni
- 1982 - AA.VV. Fantasia/Lili Marleen
- 1983 - Alessandro Mendini Architettura sussurrante con il brano Casa Mia (tiratura limitata, ristampato nel 2019 su CD e vinile in sole 300 copie)

## Tournée, concerti e spettacoli
- 1996 Libera: primo tour estivo di Antonella Ruggiero come solista (in alcune date del 1996, Antonella ha aperto i concerti del Tour italiano di Sting).
- 1997-1998 Registrazioni moderne.
- 1999 Sospesa.
- 2000 Elementi.
- 2000 Parallelo zero: il volo dell'angelo dei bimbi: di Sebastiano Cognolato, opera multimediale Sonata Island, direttore G. Bisanti. Il racconto di una storica trasvolata atlantica attraverso la voce di Antonella Ruggiero. Piccolo Teatro P. Grassi di Milano (20 giugno 2000).
- 2001 Sacrarmonia (Arké String Quartet, I. Ciccarelli).
- 2002 Concerto a Cremona: il 2 giugno 2002 Antonella Ruggiero si è esibita con la Banda civica musicale di Soncino, per la prima volta accompagnata da una banda musicale a Cremona in piazza Stradivari.[21]
- 2002 Medea: nell’ottobre 2002 Antonella Ruggiero è protagonista, al Teatro La Fenice di Venezia, di Medea, opera video in tre parti con musica di Adriano Guarnieri, uno dei più significativi compositori contemporanei viventi. Ispirata all'omonima tragedia di Euripide, quest'opera-video (per sequenze video, soli, coro, orchestra e live electronics) è un lavoro complesso in cui si rompono i rigidi schemi della vocalità lirico-melodrammatica, infatti la Medea protagonista è affidata a una cantante pop-rock – Antonella – che dialoga alla pari con soprani e con un coro, con una resa ottima tra vocalità, musica e video.
- 2003 Pollici verdi: è una prima assoluta mondiale che si è tenuta al teatro Grande di Brescia nel 2003 (precisamente il 14 dicembre) coprodotta con il Teatro Pergolesi di Jesi in collaborazione con Inteatro Produzioni Danza di Polverigi. L'opera racconta in forma di fiaba (con canto, danza e immagini) l'amore e il rispetto per la natura. Antonella Ruggiero è solista al canto.
- 2003 Broken Blossoms: esibizione live unica per la colonna sonora del film muto di David Wark Griffith "Giglio infranto" (1919), che ha vinto il premio del pubblico al "Festival dei film muti" di Aosta nel 2003.
- 2004 Quattro passi per Broadway: quattro passi per Broadway è uno dei progetti messi a punto da Antonella Ruggiero insieme con l'Arkè String Project, con il supporto di Ivan Ciccarelli e Phil Drummy. Si tratta di un'originale rilettura in chiave “classica” di brani estrapolati da alcuni dei più celebri musical americani, da West Side Story (Bernstein) a Summertime (Gershwin), da Don't Cry For Me Argentina e Jesus Christ Superstar (Webber) a Sophisticated Lady (Ellington), da Over the Rainbow (Arlen) a Out Here on My Own (Gore). Non è solo un'antologia di brani indimenticabili, da riscoprire con il filtro dei nuovi imprevedibili arrangiamenti. Vedi date Antonella Ruggiero tour 2004.
- 2004 Omaggio ad Amalia Rodrigues (Fado): Antonella interpreta brani come Coimbra, Uma casa portuguesa, Lisboa Antiga, che hanno reso celebre Amália Rodrigues in tutto il mondo, rileggendoli in chiave moderna ma senza mai tradire lo spirito e il fascino originari del Fado. Questo concerto ha avuto un grande successo anche in Portogallo, patria di Amalia Rodrigues, dove ha debuttato al festival “Sete Sóis Sete Luas” (20 giugno 2003).
- 2004 Stralunato Recital.
- 2005 Big Band!.
- 2005 Echi d'infinito (cori alpini).
- 2006 L'abitudine della luce: Si tratta di uno spettacolo teatrale ideato da Marco Goldin in tournée con Antonella Ruggiero, per promuovere le prossime mostre di Brescia. Tra musica, immagini e poesia, lo show è costruito attorno alla grande Mostra dedicata al paesaggio da Turner agli impressionisti. I testi delle canzoni interpretate dalla Ruggiero sono stati scritti dallo stesso Goldin su musiche di Roberto Colombo arrangiate da Arké String Project così come i testi teatrali e le poesie interpretate da tre attori. La regia visiva è affidata a Fabio Iaquone.
- 2007 Souvenir d'Italie.
- 2007 Antonella Ruggiero in Jazz: Antonella Ruggiero si esibisce con l'Italian Saxophone Orchestra diretta da Federico Mondelci al Teatro Imperiale di Montecatini Terme il 4 ottobre 2007.[22] Si tratta di una collaborazione di un anno con la formazione di dodici Sassofonisti e Sezione ritmica, con concerti tenuti anche al Teatro La Fenice di Senigallia (il 28 aprile 2007), al Teatro Verdi di Terni (il 6 marzo 2008) e al Teatro Rossini di Pesaro l'11 dicembre 2007.
- 2007 Pietra di diaspro: opera lirica scritta e musicata da Adriano Guarnieri. Prima assoluta mondiale presso il Teatro dell'Opera di Roma (2 repliche) e al palazzo De André di Ravenna (2 repliche). L'opera è una coproduzione tra il Festival di Ravenna e il Teatro dell'Opera di Roma.
- 2007 America!: a Brescia si tiene una mostra per celebrare il Columbus Day. Ideata dallo stesso Goldin de L'Abitudine della Luce, la mostra prevede che Antonella Ruggiero canti in anteprima La canzone del vento, una sorta di suite con testo di Goldin, musica di Roberto Colombo e arrangiamento di Paolo Troncon. Brano che diventerà la vera e propria canzone della mostra.
- 2008 Pomodoro genetico.
- 2009 Amiche per l'Abruzzo, 21 giugno 2009, evento speciale dallo Stadio San Siro di Milano. Antonella si esibisce in concerto insieme ad altre novanta artiste italiane (www.amicheperlabruzzo.com).
- 2009 Concerto senza titolo il 4 novembre a Torino per la regia del Coniglio Viola Antonella è la voce di questo requiem elettronico per voce e archi. Replicato in data 27 gennaio 2012 presso il Teatro Celebrazioni di Bologna.
- 2009 Musica che cura: Antonella assieme ad altri artisti partecipa a questo concerto benefico il 3 dicembre a Torino. Ideato da Boosta dei subsonica vengono proposte riarrangiate canzoni del repertorio di Mina.
- 2010 Contemporanea tango Un viaggio nelle melodie del tango, un incontro fra la voce di Antonella e le musiche dell'Ensemble Hyperion. Con le coreografie dei ballerini Patricia Carrazco e Pablo Linares. Musiche di A. Piazzolla, C. Gardel, A. Ramirez, J. C. Cobiàn, S. Piana, Alexiou-McKennit, L. Demare e altri. Prima nazionale: Roma, luglio 2010 - Teatro Villa Doria Pamphilj.
- 2010 Concerto di Natale con la banda civica musicale di Soncino al Teatro San Domenico di Crema con un repertorio di brani natalizi.[23]
- 2010 concerti assieme alla Banda di Piazza Caricamento - repertorio vario.
- 2012-2013 In Classic con la PFM.
- 2015-2016 Concerto versatile.
- 2015-2016 Cattedrali.
- 2016 La vita imprevedibile delle canzoni.